# Aleksandra Szymkowiak
Aleksandra Szymkowiak, po mężu Owczarek (ur. 22 maja 1971) – polska koszykarka, występująca na pozycjach rozgrywającej lub rzucającej.

## Osiągnięcia
Na podstawie, o ile nie zaznaczono inaczej.

### Drużynowe
- Mistrzyni Polski (1993, 1994)
- Wicemistrzyni:
  - Pucharu Ronchetti (1993)
  - Polski (1995)
- 3. miejsce w Eurolidze (1994)
- Brązowa medalistka mistrzostw Polski (1989–1992, 1996)
- Uczestniczka kwalifikacji do Pucharu Ronchetii (1989/1990)

### Reprezentacja
- Uczestniczka mistrzostw Europy U–18 (1990 – 11. miejsce)[2]